# ハービー・ウィップルマン
ハービー・ウィップルマン（Harvey Wippleman、本名：Bruno Lauer、1965年10月27日 - ）は、アメリカ合衆国のプロレス関係者。
1990年代初頭にヒールのマネージャーとして登場して以来、WWEに在籍。2000年代からはバックステージ・コーディネーターとなって舞台裏を支えている。

## 来歴
少年時代の1979年、地元ペンシルベニアのサーカスにおけるレスリング・ショーにて、リング撤去を手伝ったことが業界入りのきっかけだったという。各地のプロモーションでの活動を経て、1986年よりテネシー州メンフィスのCWAに、ダウンタウン・ブルーノ（Downtown Bruno）を名乗って登場。WWFに移籍したジミー・ハートの後継者的なキャラクターとなってヒール勢のマネージャーを担当し、CWAのエースだったジェリー・ローラーとの抗争に臨んだ。
その後、アラバマのCWFやCWAの後継団体USWAを経て、1991年にドクター・ハービー・ウィップルマン（Dr. Harvey Wippleman）と改名してWWFに登場。ザ・ウォーロード、シッド・ジャスティス、カマラ、ジャイアント・ゴンザレス、ミスター・ヒューズ、アダム・ボムなど、小柄な自分とは対照的な巨漢レスラーを多く担当した（ジ・アンダーテイカーとの抗争を指揮したゴンザレスとは身長差60cm以上もの超凸凹コンビだった）。
彼らのブレーンとなって活動する一方、自身もリングアナウンサーのハワード・フィンケルと抗争し、1995年1月9日にフィンケルを相手にタキシードマッチを行ったこともある。同年には女子プロレスラーのバーサ・フェイとの恋愛アングルも組まれた。
マネージャー引退後は一時レフェリーに転身して、1999年9月26日の『アンフォーギヴェン』ではジェフ・ジャレットとチャイナのインターコンチネンタル王座戦を裁いている。以降は舞台裏でのコーディネート業務に携わりつつ、時折「汚れ役」として番組内に出演。2000年1月31日の『ロウ・イズ・ウォー』では女装してハービーナ（Hervina）なる偽ディーヴァに扮し、"Lumberjill Snowbunny Match"（雪を敷き積めた特設プール上でのランバージャック・マッチ）にてザ・キャットことステイシー・カーターからWWF女子王座を奪取。「男性初の女子王者」となったが、試合後に正体を暴かれ、リタやルナ・バションら女子選手たちから袋叩きに遭っている。翌2月1日収録の『スマックダウン』にてジャクリーンを相手に防衛戦を行うも17秒で敗退、一日天下で終わった。
その後もWWEのバックステージで活動する一方、古巣メンフィスのインディー団体にダウンタウン・ブルーノの旧名でスポット出場し、レフェリーやマネージャーを務めることがある。2008年には自著 "Wrestling with the Truth" を発表した。

## 担当選手
CWA / CWF / USWA
- ロード・ヒューマンガス
- ビッグ・ババ
- ゴライアス
- カリーム・モハメッド
- フィル・ヒッカーソン
- ポール・ダイヤモンド
- パット・タナカ
- ロバート・フラー
- ダッチ・マンテル
- カクタス・ジャック
- エディ・ギルバート
- ブライアン・リー
- シカ・アノアイ
- ザ・ムーンドッグス

WWF
- ビッグ・ブリー・ビュジック（英語版）
- ザ・ウォーロード
- シッド・ジャスティス
- カマラ
- ジャイアント・ゴンザレス
- ミスター・ヒューズ
- アダム・ボム
- クワン
- ティモシー・ウェル
- スティーブン・ダン
- バーサ・フェイ

WWEのブルックリン・ブロウラーことスティーブ・ロンバルディは、マネージャーとしてのウィップルマンの過小評価ぶりに異を唱えており、「リングに立つだけで2万人を怒らせることができる男」と彼を評している。

## 獲得タイトル
- WWF女子王座：1回[7]